# Hãng hàng không quốc gia

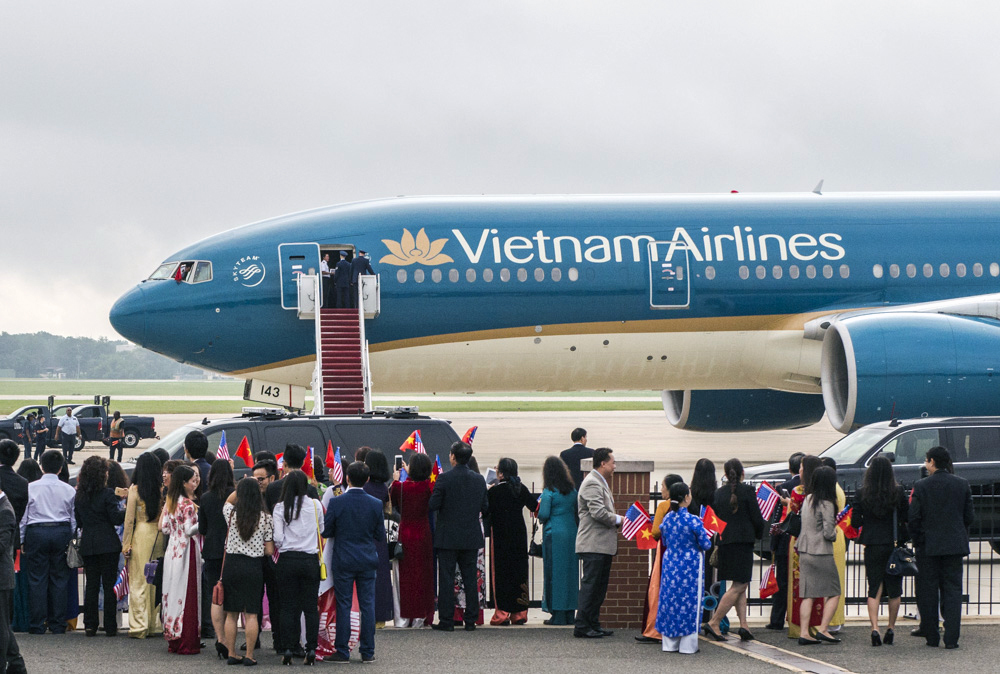
Chuyên cơ của Hãng hàng không Quốc gia Việt Nam phục vụ trong chuyến công du Hoa Kỳ của Tổng Bí thư Nguyễn Phú Trọng vào năm 2015.

Hãng hàng không quốc gia là một công ty được đăng ký thành lập ở một quốc gia nhất định và là công ty khai thác vận tải hàng không chính của quốc gia đó. Một trường hợp ngoại lệ ở Hoa Kỳ, do truyền thống chống độc quyền, việc có một hãng duy nhất khai thác vận tải hàng không chính của quốc gia là bất hợp pháp, vì vậy, không có hãng hàng không quốc gia nào dù 3 hãng vận tải hàng không quốc tế lớn của Hoa Kỳ là American Airlines, Delta Air Lines và United Airlines được xem là có quy mô tương đương, thậm chí lớn hơn nhiều hãng hàng không quốc gia của các quốc gia khác.